# Route 54 (Alberta)
La Route 54 est une route ouest / est du centre de l'Alberta. Elle parcourt près de 70 km (43 mi) depuis la route 22 (Cowboy Trail), à l'ouest de Caroline jusqu'à la sortie 365 de la route 2 au sud d'Innisfail,.

## Intersections majeures
| Municipalité rurale / spécialisée             | Ville                             | km                                  | Destinations                             | Notes                                |
| --------------------------------------------- | --------------------------------- | ----------------------------------- | ---------------------------------------- | ------------------------------------ |
| Comté de Clearwater                           |                                   | 0,00                                | AB-591 ouest – Ricinus                   | L'AB-54 ouest devient l'AB-591 ouest |
| Comté de Clearwater                           | AB-22 nord – Rocky Mountain House | 0,00                                | Terminus ouest du multiplex avec l'AB-22 |                                      |
| Comté de Clearwater                           | 0,20                              | Traverse la rivière Clearwater      | Traverse la rivière Clearwater           |                                      |
| Comté de Clearwater                           | 13,00                             | AB-22 sud – Sundre, Cochrane        | Terminus est du multiplex avec l'AB-22   |                                      |
| Comté de Clearwater                           | 16,30                             | AB-761 nord – Stauffer, Leslieville | Terminus sud de l'AB-761                 |                                      |
| Comté de Red Deer                             |                                   | 32,80                               | AB-766 – Eckville                        |                                      |
| Comté de Red Deer                             | 50,50                             | Traverse la rivière Medicine        | Traverse la rivière Medicine             |                                      |
| Comté de Red Deer                             | 52,30                             | AB-781 nord – Sylvan Lake           | Terminus sud de l'AB-781                 |                                      |
| Comté de Red Deer                             | 61,00                             | Traverse la rivière Red Deer        | Traverse la rivière Red Deer             |                                      |
| Comté de Red Deer                             | Innisfail                         | 69,40                               | AB-2 – Red Deer, Edmonton, Calgary       | Échangeur; sortie 365 de l'AB-2      |
| - Terminus de multiplex - Transition de route |                                   |                                     |                                          |                                      |